# Alexander Wassiljewitsch Fomin (Politiker)

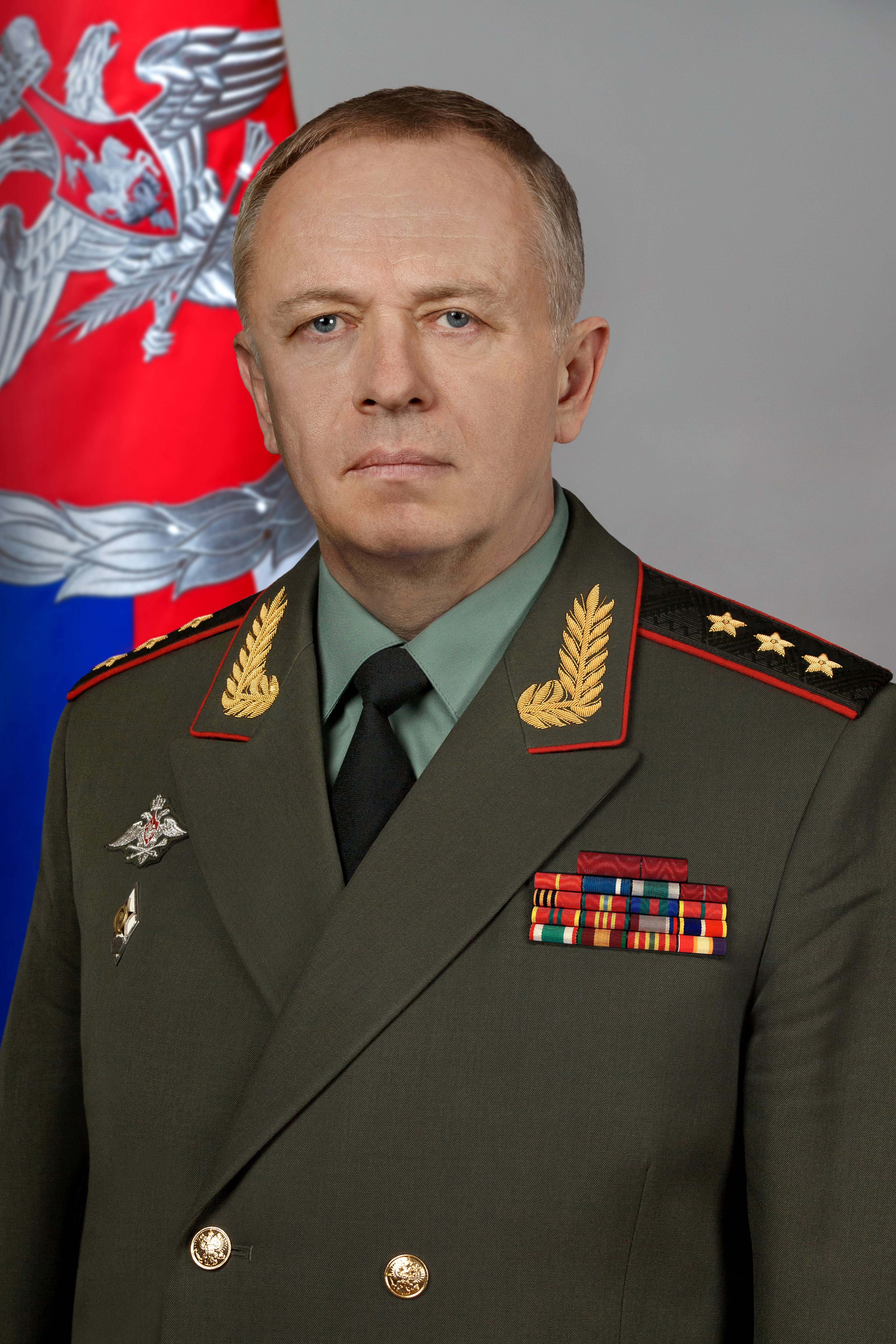
Alexander Fomin

Alexander Wassiljewitsch Fomin (russisch Александр Васильевич Фомин; * 25. Mai 1959 in Leninogorsk, Oblast Ostkasachstan, Kasachische SSR, Sowjetunion) ist ein russischer Politiker, Generaloberst und seit Januar 2017 stellvertretender Verteidigungsminister der Russischen Föderation.

## Leben
Fomin absolvierte 1984 das Militärinstitut des sowjetischen Verteidigungsministeriums. Ab 1977 diente er in der Sowjetarmee und nach Auflösung der Sowjetunion bis 1993 in den Russischen Streitkräften. Von 1993 bis 1994 arbeitete er in einer Abteilung der Hauptverwaltung für militärtechnische Zusammenarbeit des Ministeriums für Außenhandelsbeziehungen der Russischen Föderation. Anschließend war er bis 1998 für die staatliche Rüstungsfirma „Roswooruschenije“ als Gehilfe des Generaldirektors, Stellvertreter des Verwaltungsleiters, Verwaltungsleiter, stellvertretender Servicedienstleiter und Servicedienstleiter tätig. Von 1998 bis 1999 war er stellvertretender Generaldirektor der geschlossenen Aktiengesellschaft „Zarubeschstroiinvest“. Die folgenden beiden Jahre leitete er eine Abteilung des Unitarunternehmens „Promexport“. Von 2001 bis 2005 war er stellvertretender Abteilungsleiter und Abteilungsleiter bei „Rosoboronexport“. Von 2005 bis 2007 arbeitete er als stellvertretender Direktor des Föderalen Dienstes für militärtechnische Zusammenarbeit und ´beendete 2012 diesen Karriereschritt als 1. Stellvertreter des Direktors. Von Mai 2012 bis Januar 2017 wurde Fomin als Direktor des Föderalen Dienstes für militärtechnische Zusammenarbeit eingesetzt. Per Erlass des Präsidenten der Russischen Föderation vom 31. Januar 2017 wurde er zum stellvertretenden Verteidigungsminister Russlands ernannt. In dieser Funktion ist er für Fragen der internationalen militärischen und militärtechnischen Zusammenarbeit zuständig. Er pflegt außerdem die Kontakte des russischen Verteidigungsministeriums zu ausländischen Militärbehörden. Am 22. Februar 2018 wurde er per Präsidentenerlass zum Generaloberst ernannt.
Fomin ist „Aktiver staatlicher Berater der Russischen Föderation“ 2. Klasse (entspricht dem Rang eines Generalleutnants) und Kandidat der Wissenschaften. Er spricht mehrere Sprachen, darunter portugiesisch, spanisch, englisch und kreolisch.
Im Jahr 2022 und auch im Mai/Juni 2025 ist er genau wie Wladimir Medinski Teilnehmer der Russischen Delegation bei den Friedensgesprächen in Istanbul gewesen.

## Auszeichnungen
- Verdienstorden für das Vaterland 3. Klasse (2019)
- Verdienstorden für das Vaterland 4. Klasse (2009)
- Orden der Ehre (2014)
- Orden der Freundschaft (2007)
- weitere Medaillen